# Antonio Favaro

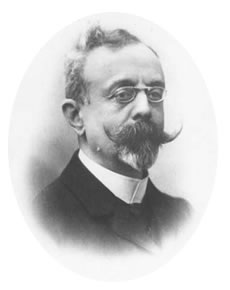
Antonio Favaro

Antonio Favaro (* 21. Mai 1847 in Padua; † 29. September 1922 ebenda) war ein italienischer Ingenieurwissenschaftler und Wissenschaftshistoriker, bekannt als Herausgeber der Werke von Galileo Galilei.

## Leben
Favaro stammte aus einer adligen und gebildeten Familie (sein Vater war auch Mathematiker) und studierte Mathematik unter anderem bei Domenico Turazza an der Universität Padua mit dem Abschluss 1866. Danach studierte er um Ingenieur zu werden, mit einem Abschluss 1869 an der Universität Turin, wonach er an das Polytechnikum Zürich ging. Er kehrte aber schon 1870 zurück, um Assistent seines Lehrers Turazza in Padua am Lehrstuhl für rationale Mechanik zu werden, der auch sein Schwiegervater wurde. 1872 wurde er außerordentlicher Professor für graphische Statik und 1882 ordentlicher Professor. Daneben gab er Vorlesungen in Mathematikgeschichte. Die Hinwendung dazu geschah unter dem Einfluss von Baldassare Boncompagni und dessen Bulletino.
Er veröffentlichte unter anderem über die Geschichte der Kettenbrüche und Galilei, insbesondere aber über die Geschichte der Universität Padua.
Er veröffentlichte eine Reihe von Galileis Schriften im Bulletino von Boncompagni und schlug 1881 dem Istituto Veneto eine Gesamtausgabe der Werke Galileis vor. 1887 wurde das offiziell vom italienischen Staat genehmigt und der erste Band erschien unter der Herausgeberschaft von Favaro 1890, der zwanzigste und letzte 1909. Allerdings wurden nur 500 Exemplare gedruckt. Eine verbesserte Neuauflage erschien 1929 bis 1939, herausgegeben von Antonio Garbasso und nach dessen Tod von Giorgio Abetti (in Zusammenarbeit mit Angelo Bruschi und Enrico Fermi).
Während der Herausgeberschaft erschienen weitere Arbeiten von Favaro zu Galilei und dessen Umfeld, darunter die Aufsatzreihe in 40 Teilen Amici e corrispondenti di Galilei von 1894 bis 1919 (Nachdruck 1983 von Paolo Galuzzi in drei Bänden). Er veröffentlichte auch Monographien zu den Gegnern Galileis (Oppositori di Galileo, 1892 bis 1921 in sechs Teilen und Adversaria galileana, in sieben Teilen 1916 bis 1923, Nachdruck 1992) sowie Scampoli galileiana (1892 bis 1914).
Zuletzt war er an der nationalen Werkausgabe von Leonardo da Vinci beteiligt (Commissione Vinciana), von der er noch mit Enrico Carusi die Schriften über die Bewegung des Wassers herausgab (Del moto e misura dell’aqua, 1923). Der Accademia dei Lincei gehörte er seit 1918 als korrespondierendes Mitglied an.

## Schriften

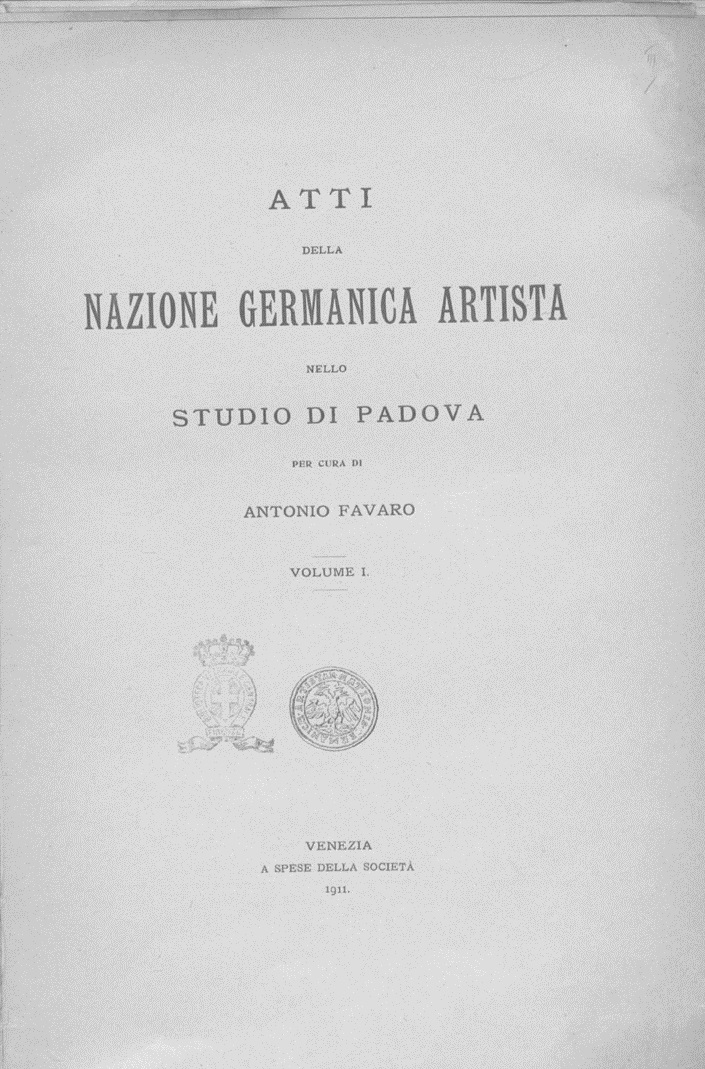
Atti della nazione Germanica artista, nello Studio di Padova, 1911

- La studio di Padova e la compagnia di Gesù sul finite del decimo decimosesto. 1878.
- Le matematiche nello studio di Padova dal principio del secolo XIV alla fine de XVI. 1880.
- Galilei e lo studio di Padova. 1883.
- Miscellanea galileiana inedita. 1887 (unveröffentlichte Arbeiten Galileis, rund 300 Seiten).
- Atti della nazione Germanica artista, nello Studio di Padova. Band 1. Tipografia Emiliana, Venedig 1911 (italienisch, beic.it).
- Nuovi studi galileiani. 1891.
- Saggio di bibliografia dello studio di Padova 1500–1920. 2 Bände. 1922.

Als Herausgeber:
- Le opere di Galileo Galilei. 20 Bände, Florenz 1890 bis 1909, Reprints mit Zusätzen Florenz 1929 bis 1939, 1964/1965.